# أليكس أوهارا
أليكس أوهارا (بالإنجليزية: Alex O'Hara)‏ (21 أكتوبر 1956 بغلاسكو في المملكة المتحدة - ) هو لاعب كرة قدم بريطاني في مركز الوسط. لعب مع نادي بارتيك ثيسل ونادي رينجرز وهاميلتون أكاديميكال ونادي غرينوك مورتون.

## وصلات خارجية
- أليكس أوهارا على موقع قاعدة بيانات كرة القدم.إي يو (الإنجليزية)